# 星野成美
星野 成美（ほしの しげよし、生没年不明）は幕末の幕臣（旗本）。金奉行を務めた星野市郎兵衛の子。通称録三郎。従五位下、豊後守。石高は3000石。
勘定吟味役より慶応2年（1866年）12月25日勘定奉行並に昇進した。慶応3年10月1日禁裏付となり、また兵庫開港の事務取扱を行う。再び12月9日に勘定奉行並に復し慶応4年2月9日まで務め、勤仕並寄合となる。